# ایوان مارسل ترنر
ایوان مارسل ترنر (انگلیسی: Evan Turner؛ زادهٔ ۲۷ اکتبر ۱۹۸۸) بازیکن بسکتبال اهل ایالات متحده آمریکا است.

## حرفه
از فیلم‌ها یا برنامه‌های تلویزیونی که وی در آن نقش داشته‌است می‌توان به پیامرسان اشاره کرد.
از باشگاه‌هایی که در آن بازی کرده‌است می‌توان به ایندیانا پیسرز، پورتلند تریل بلیزرز، بوستون سلتیکس، و فیلادلفیا سونتی‌سیکسرز اشاره کرد.
وی در مسابقات کشوری و بین‌المللی در مجموع برندهٔ ۱ مدال برنز شده‌است.